# واوکینس، ایس
واوکینس، ایس (به فرانسوی: Vauciennes, Oise) یک کامین در فرانسه است که در Canton of Crépy-en-Valois واقع شده‌است.

## خصوصیات
واوکینس ۶٫۳۶ کیلومترمربع مساحت و ۶۶۱ نفر جمعیت دارد و ۱۱۸ متر بالاتر از سطح دریا واقع شده‌است.